# A la Vieille Russie
A la Vieille Russie è una galleria di antiquariato a New York, specializzata in gioielli antichi e opere d'arte russe, in particolare opere di Fabergé.

## Storia
A La Vieille Russie è stata un'azienda a conduzione familiare sin dalla sua fondazione a Kiev nel 1851.
A seguito dei tumulti della Rivoluzione russa, nel 1920 Jacques Zolotnitsky, nipote del fondatore, con il nipote Léon Grinberg, trasferì l'attività a Parigi.
Con l'inizio della seconda guerra mondiale, la galleria fu trasferita a New York da Alexander Schaffer.